# Institut CSA
Pour les articles homonymes, voir CSA.
Ne doit pas être confondu avec Conseil supérieur de l'audiovisuel (France).
CSA est un institut de sondages français fondé en 1983. Spécialisé dans les études de marchés et les sondages d'opinion, il est passé sous le contrôle du groupe Havas en octobre 2015.

## Histoire
L'entreprise CSA est né en 1999 de la fusion de deux entreprises d’études : la société TMO créée en 1974 par Jacques Maringe, Jean Oddou et Claude Tharreau, et la société CSA (sigle de Conseil sondages analyses) fondée en 1983 par Claude Suquet, rapidement rejointe par Roland Cayrol. En 1999, ils donnent naissance au troisième groupe d’études généraliste sur le marché français.
En 2006, Bolloré fait son entrée au capital de CSA, à hauteur de 40 %. Il en devient l’actionnaire unique en 2008.
Le 1er décembre 2010, Bernard Sananès est nommé président de l'entreprise CSA. Bernard Sananès a présenté un plan stratégiquede redressement mettant l’accent sur le conseil et le développement de l’activité commerciale avec le recrutement d’un global business director.
Il présente sa démission le 20 avril 2015, accepté par le conseil d’administration, il crée la société Elabe.
En octobre 2015, CSA intègre le groupe Havas et adopte une nouvelle signature au service de la compréhension de l’individu et de l’activation des cibles. CSA, Consumer, Science & Analytics qui regroupe deux entités CSA Research (intervenant sur les activités historiques d’études marketing et d’opinion de l’entreprise) dirigé par Ketty de Falco et CSA Data Consulting (ex-entité data d’Havas) dirigé par Thierry Fontaine. 
Directrice Générale depuis 2014, Ketty de Falco est nommée Présidente-Directrice Générale de l’Institut CSA en mai 2017. Elle opère la fusion avec Havas et met en place le projet stratégique avec l’intégration de la data, le déploiement du digital et le développement de l'Institut CSA à l'international.
En juin 2018, Yves Del Frate est nommé CEO CSA et Data Solutions. Il pilote les 150 experts et consultants data et consumer intelligence de CSA, CSA Data Consulting et DBi France, et le développement du groupe Havas en France sur ce sujet. 

## Métier
CSA réalise des études de marché et des sondages d’opinion pour le compte de clients publics ou privés.
En France ou à l’international, CSA est présent sur les principaux secteurs de l’économie (banque et assurances ; grande consommation et distribution ; automobile ; industrie et services ; santé ; media et télécoms ; nouvelles technologies…) ainsi que sur les enjeux de société et questions d’opinion. L’Institut réalise également des études en souscription thématiques, qui peuvent être ciblées sur un secteur d’activité (Operbac sur le secteur de la banque et l’assurance ; Observatoire du financement du logement sur le marché de l’immobilier) ou des enjeux de société plus globaux afin d’anticiper les évolutions sociétales.

## Structure et capitalisation de l'entreprise
CSA était une structure indépendante jusqu’en 2006 avec son intégration au groupe Bolloré. 
En 2008, le groupe Bolloré acquiert la totalité de l'institut de sondage CSA.
Depuis octobre 2015, l’Institut est une filiale à 100 % du groupe Havas.
Depuis cette date, le groupe CSA a simplifié sa structure juridique et a notamment cédé ses terrains face à face et téléphone SES et CSI.